# Trams in Drenthe
In de provincie Drenthe hebben tramlijnen gelegen gedurende een ruim halve eeuw, tussen 1892 en 1948. Alleen de tramlijnen van Steenwijk naar Hijkersmilde en van Groningen via Peize en Roden naar Drachten bleven als goederenlijn bestaan tot 1962 respectievelijk 1985.

## Paardentrams
De eerste paardentrams die, vanuit Groningen in Drenthe kwamen waren de Tramweg Maatschappij Zuidlaren – Groningen (TMZG), opgericht in 1891 (opening van de lijn in 1892) en de Tramweg-Maatschappij Groningen – Paterswolde – Eelde (GPE), opgericht in 1896. Deze beide tramlijnen hadden een spoorwijdte van 750 mm en een lengte van resp. 21,5 km en 10,0 km. De TMZG werd opgeheven in 1919, de GPE ging in 1921 over op tractortrams, die nog in dienst bleven tot 1929.

## Elektrische tram
Het lijnennet van de Gemeentetram Groningen (GTG) werd in 1921 uitgebreid met een buitenlijn, lijn 5, die de Grote Markt via de Hereweg ging verbinden met Haren, Glimmen en station De Punt. Dit station lag echter niet bij het gelijknamige dorp in de provincie Drenthe, maar in eerdergenoemd dorp Glimmen. De elektrische tram kwam zodoende net niet in de provincie Drenthe.
Als gevolg van het steeds drukker wordende verkeer wilde Rijkswaterstaat van de tram door Haren naar De Punt af en zo kwam op 1 augustus 1939 alweer een einde aan de tram naar station De Punt.

## Stoomtrams
De eerste stoomtramlijn in Drenthe was de op 4 oktober 1897 geopende traject Lutten – Coevorden van de tramlijn Zwolle – Coevorden van de Dedemsvaartsche Stoomtramweg-Maatschappij (DSM), opgericht op 15 juni 1885 te Avereest. Dit was een zijtak van de in 1886 geopende lijn Dedemsvaart – Heemse-Hardenberg. Deze lijnen hadden een spoorwijdte van 1067 mm (kaapspoor). Tot 1907 werd het net stapsgewijs uitgebreid met de lijn Coevorden - Ter Apel: in 1899 Coevorden – Amsterdamscheveld – Nieuw Amsterdam, in 1902: Nieuw Amsterdam – Erica, in 1904 Erica – Klazienaveen en tot slot in 1907 de lijn Klazienaveen – Emmer-Compascuum – Ter Apel. In 1905 opende de lijn Slagharen – Hoogeveen Noordschebrug, in 1906 verlengd naar het station Hoogeveen SS. In 1908 opende de lijn Meppel – Balkbrug (eigendom van de Spoorweg-Maatschappij Meppel - Balkbrug; MB) en in 1911 tot slot het raccorrement Amsterdamscheveld. Het lijnennet van de DSM had toen een lengte van 118,8 km, plus 22,5 km voor de MB.
De tweede stoomtrammaatschappij die in Drenthe lijnen aanlegde was de Eerste Drentsche Stoomtramweg-Maatschappij (EDS), opgericht op 19 december 1898 te Hoogeveen. Op 3 augustus 1903 werd als eerste lijn Hoogeveen – Nieuw Amsterdam in gebruik genomen. In 1909 kwam de zijlijn Erm – Emmen er bij, die in 1910 werd verlengd naar Ter Apel. Als laatste lijn werd in 1918 de lijn Assen – Coevorden geopend. De lijnen van de EDS hadden een totale lengte van 110 km, de spoorwijdte was 1067 mm.
In 1936 werd de exploitatie van de lijnen van de DSM overgenomen door de EDS. In de jaren 1937-1940 werden de lijnen Heemse – Lutten, Slagharen – Hoogeveen en Klazienaveen – Ter Apel opgeheven. In 1939 verdween ook de lijn Meppel – Balkbrug. Na een opleving van het vervoer in de Tweede Wereldoorlog werden in 1947-1948 de overige lijnen opgeheven. Het personenvervoer eindigde per 1 april 1947, het goederenvervoer in 1948. Hiermee kwam een einde aan het grote smalspoortramnet dat in zijn bloeitijd Zwolle, Hoogeveen, Assen, Emmen en Delfzijl met elkaar verbond.
De Nederlandsche Tramweg Maatschappij (NTM), die veel tramlijnen in Friesland exploiteerde, legde vanaf 1913 ook tramlijnen aan in de aangrenzende delen van Groningen, Drenthe en Overijssel. In 1913 werd de tramlijn Drachten - Groningen geopend, die de Drentse dorpen Roden en Peize doorkruiste, in 1914 kwam de lijn Hoek Makkinga – Steenwijk in gebruik en een jaar later bereikte de NTM Drenthe ook met de lijn Oosterwolde – Assen. Ten slotte werd in 1916 de laatste lijn geopend van Hijkersmilde naar Meppel. De spoorwijdte bij de NTM was 1435 mm (normaalspoor).
Opheffing van de eerste lijn vond alweer plaats in 1933, toen de laatst aangelegde lijn Hijkersmilde – Meppel, langs de Drentsche Hoofdvaart, werd opgeheven. In 1947 werd het personenvervoer op de meeste resterende lijnen beëindigd (behalve Groningen – Drachten, op 8 mei 1948) en bleef op de overgebleven lijnen nog slechts goederenvervoer. In 1947 verviel de verbinding Hijkersmilde – Assen en in 1962 werd de lijn Steenwijk – Oosterwolde - Gorredijk / Hijkersmilde gesloten. Toen restte nog de lijn Drachten – Groningen.
Nadien werd hier door de Nederlandse Spoorwegen nog goederenvervoer verzorgd met dieseltractie. De in de jaren vijftig in Drachten gevestigde Philipsfabriek was de belangrijkste klant. Nog tot in de jaren tachtig was er regelmatig goederenvervoer over de Philipslijn met diesellocs van de serie NS 2400. In de jaren 1973, 1975 en 1976 keerde de stoomtram nog eens terug toen de Stoomtram Hoorn – Medemblik (SHM) ritten uitvoerde op deze oude tramlijn. De laatste rit over de gehele lijn werd met Wadlopers gereden op 30 april 1985 en nog een rit tot Roden op 7 juni 1985, waarna de lijn in 1988 werd opgebroken. Hiermee kwam er een einde aan de geschiedenis van de Drentse tramlijnen.